# Prosopocera argus
Prosopocera argus es una especie de escarabajo longicornio del género Prosopocera, tribu Prosopocerini, familia Cerambycidae. Fue descrita científicamente por Thomson en 1868.
Se distribuye por Camerún, Gabón, Guinea Ecuatorial, Malaui, Nigeria, República Democrática del Congo y Congo. Mide 20-25 milímetros de longitud. El período de vuelo ocurre en el mes de noviembre.